# Карсское царство
Ка́рсское ца́рство (арм. Կարսի թագավորություն) также Ванандское царство (арм. Վանանդի թագավորություն) — средневековое армянское феодальное государство в области Вананд со столицей в городе Карс существовавшее в 963—1064 годах.
Выделилось из состава Армянского царства Багратидов после провозглашения в 961 году столицей государства города Ани, в период феодального раздробления Армении. При этом цари Карса, сами происходившие из династии Багратидов, оставались в вассальной зависимости от анийских царей. Основателем царства стал сын царя Армении Абаса I — Мушег.
При царе Мушеге (правил в 963—984 гг.) царство играло роль передового форпоста Анийского царства в борьбе с Византией. Наибольшего могущества оно достигло в царствование Аббаса (984—1029 гг.), обращавшего особое внимание на усиление и снаряжение войска. После вторжения в Закавказье турок-сельджуков (1064—65 гг.) царь Гагик (правил в 1029—1065 гг.) уступил своё царство Византии, которая использовала его территорию в качестве плацдарма для борьбы с нашествием сельджуков.

## Список царей
- Мушег — 963—984 гг.
- Аббас[фр.] — 984—1029 гг.
- Гагик — 1029—1065 гг.